# Primera División 1987 (Chili)
In 1987 werd het 55ste seizoen gespeeld van de Primera División. Universidad Católica werd kampioen. 

## Eindstand
| Plaats | Club                 | Wed. | W  | G  | V  | Saldo | Ptn. |
| ------ | -------------------- | ---- | -- | -- | -- | ----- | ---- |
| 1      | Universidad Católica | 30   | 21 | 7  | 2  | 51:16 | 49   |
| 2      | Colo-Colo            | 30   | 14 | 11 | 5  | 44:28 | 39   |
| 3      | Cobreloa             | 30   | 13 | 12 | 5  | 44:32 | 38   |
| 4      | Cobresal             | 30   | 11 | 12 | 7  | 44:38 | 34   |
| 5      | Universidad de Chile | 30   | 10 | 11 | 9  | 49:33 | 31   |
| 6      | Naval                | 30   | 10 | 10 | 10 | 39:33 | 30   |
| 7      | Everton              | 30   | 9  | 11 | 10 | 32:32 | 29   |
| 8      | Fernández Vial       | 30   | 9  | 11 | 10 | 32:32 | 29   |
| 9      | Palestino            | 30   | 9  | 11 | 10 | 46:57 | 29   |
| 10     | Huachipato           | 30   | 10 | 8  | 12 | 30:37 | 28   |
| 11     | Deportes Iquique     | 30   | 10 | 7  | 13 | 34:44 | 27   |
| 12     | Unión Española       | 30   | 8  | 10 | 12 | 29:34 | 26   |
| 13     | Deportes Concepción  | 30   | 7  | 12 | 11 | 31:40 | 26   |
| 14     | Lota Schwager (P)    | 30   | 9  | 8  | 13 | 24:33 | 26   |
| 15     | Rangers              | 30   | 9  | 7  | 14 | 34:47 | 25   |
| 16     | San Luis             | 30   | 3  | 8  | 19 | 19:43 | 14   |

|     | Kampioen                             |
|     | Gekwalificeerd voor Pre-Libertadores |
|     | Degradatie-eindronde                 |
|     | Degradatie                           |
| (P) | Promovendus                          |

### Pre-Libertadores
| Plaats | Club                 | Wed. | W | G | V | Saldo | Ptn. |
| ------ | -------------------- | ---- | - | - | - | ----- | ---- |
| 1      | Colo-Colo            | 3    | 2 | 1 | 0 | 5:0   | 5    |
| 2      | Cobreloa             | 3    | 2 | 0 | 1 | 2:3   | 4    |
| 3      | Universidad de Chile | 3    | 1 | 1 | 1 | 1:1   | 3    |
| 4      | Cobresal             | 3    | 0 | 0 | 3 | 0:4   | 0    |

|  | Gekwalificeerd voor Copa Libertadores 1988 |

### Degradatie-eindronde
| Plaats | Club             | Wed. | W | G | V | Saldo | Ptn. |
| ------ | ---------------- | ---- | - | - | - | ----- | ---- |
| 1      | O'Higgins        | 2    | 1 | 1 | 0 | 3:1   | 3    |
| 2      | Lota Schwager    | 2    | 1 | 1 | 0 | 1:2   | 3    |
| 3      | Regional Atacama | 2    | 0 | 0 | 2 | 0:3   | 0    |

|  | Volgend jaar in Primera División |
|  | Volgend jaar in Segunda División |